# Васильєв Михайло Павлович
Михайло Павлович Васильєв (13 травня 1924 , Чинеєво, Уральська область  — 14 серпня 1990 , Ленінград ) — радянський актор театру та кіно, учасник Німецько-радянської війни.

## Біографія
Михайло Павлович Васильєв походив з родини, яка мала двір у колишній Тобольської губернії, а після створення Радянського Союзу Уральскої області, селі Чинеєво, тепер Курганської області, Російська Федерація. В той час електрифікація ще не охопила і десятої території новоствореної країни, тож в усіх населених пунктах, а особливо малих, життя вирувало від світанку до заходу. Це наклало відбиток на стилі життя нашого героя — Михайло звик всього себе віддавати тяжкому сільскому ділу. Початок Другої світової війни Михайло зустрів у 15 років, початок нападу на Радянський Союз — у 17. Під час бойових дій майбутній актор, солдат збройних сил Робі́тничо-Селянської Червоної армії, ледь не загинув.

## Опис амплуа Михайла Павловича
Для всього театру та кінематографу, особливо це стосується німецького та радянського їх типів, післявоєнний час був «холостий», тобто на вистави та кінострічки не ходили глядачі. Але державні замовлення потрібно було реалізовувати. Наш герой дебютував як роль Христоні в художньофільмовій версії твору Михайла Шолохова «Тихий Дон». З Христоні вилився повний образ Михайла Васильєва у кіно — син імперії та СРСР характеру малого міста, який вирізняється широкими плечима та рум'яним на сонці обличчям. Таке амплуа чоловік покаже у наступних проєктах — запорожець у мюзиклі «Вечори на хуторі біля Диканьки» (1961) мав риси, про які йдеться в реченні до цього.

## Нагороди
- Заслужений артист РРФСР.